# Zelfdovende sigaret
De zelfdovende sigaret is een sigaret die is ontworpen om snel uit te doven. De Europese Commissie heeft dit type sigaret per 17 november 2011 verplicht gesteld, met als doel het aantal branden (30.000) en doden (500) die jaarlijks ontstaan door achtergelaten smeulende sigarettenpeuken terug te dringen.
In de VS, Canada en Australië geldt de maatregel al langer. Finland was het eerste Europese land waar de norm werd ingevoerd. Daar heeft de zelfdovende sigaret het aantal dodelijke slachtoffers van sigarettenbranden met 43 procent doen dalen.

## Samenstelling
Het papier van de zelfdovende sigaret bevat twee verdikte banden ("snelheidsdrempels") ter hoogte van het filter. Deze banden kunnen bestaan uit cellulose, alginaten of polymeren. Hierdoor is ze opgedeeld in compartimenten. Als er geen trek meer wordt genomen en de tabak in een compartiment is opgebrand, dan dooft de sigaret vanzelf door zuurstofgebrek. Het risico dat meubels, beddengoed of andere materialen vuur vatten, wordt daardoor beperkt.